# Sponginticola uncifer
Sponginticola uncifer är en kräftdjursart som beskrevs av Topsent 1928. Sponginticola uncifer ingår i släktet Sponginticola, och familjen Sponginticolidae. Arten kan vara nationellt utdöd i Sverige.